# Wilhelm Nikolaus Suksdorf
Wilhelm Nikolaus Suksdorf (15 de septiembre de 1850 - 3 de octubre de 1932) fue un botánico germano estadounidense.

## Biografía
Con ocho años, su familia emigra al nordeste de Iowa, donde vivirá hasta 1874. En 1876 comienza una carrera de Agricultura en la University of California. Pero antes de poderse graduar, deja sus estudios para ir con su padre y varios hermanos a White Salmon, Washington, entrando a trabajar en varias granjas y en actividades comerciales urbanas.
Arranca con la Botánica, haciendo de manera informal observaciones florísticas en Iowa, continuándolas en California, y luego de modo más orgánico con reconocimientos y clasificaiocnes de flora de Washington, durante las vacaciones veraniegas de 1875. Como muchas de las especies en Washington no estaban identificadas en los manuales, en 1878 Suksdorf comienza a intercambiar correspondencia con Asa Gray de la Harvard University, en un esfuerzo para tener todo su herbario identificado y nombrado. Aconsejado por el Prof. Gray, quien había nombrado un género de plantas por él, y por una expedición de botánicos visitantes en 1880, Suksdorf decide la clasificación de sus plantas de Washington, que publica en 1882, el primero de sus trece fascículos de la flora de Washington.
En 1886, Gray le pide a Suksdorf unírsele en Harvard como asistente, en el convencimiento de Gray de que se quedaría por mucho. Pero una combinación de complejas circunstancias, unido a problemas de su salud mental y física que plagaron toda su vida, hicieron a Suksdorf abandonar Harvard en 1888. Luego de un tiempo de inactividad, retornó a recolectar flora de Washington, y a tener un patrón regular de publicaciones de sus hallazgos, siempre dificultosamente, debido a sus limitaciones con el inglés, y un fuerte deseo de escribir en alemán. Consecuentemente, muchos de sus artículos aparecieron en revistas germanas y austríacas, o en oscuras revistas estadounidenses que aceptaban Arts. en alemán. Así, y también férreamente adherido a los postulados de la "International Rule", lo llevaron a muchas disputas nimias con los botánicos en boga, por el resto de su vida. En los 1920s, resolvió esas dificultades fundando su propia revista, Werdenda.
Suksdorf continuó viviendo en Bingen, Washington, pueblo que sus hermanos y él fundaron, por lo que sus labores botánicas tendían a reflejar la vegetación adyacente al Condado de Klickitat. Área conteniendo flora representativa de tano bsoque húmedos del oeste de Washington, como del árido este de Washington a lo largo de una franja alpina, Mt. Adams, donde Suksdorf, siguiendo la práctica de los originarios, llamó Mt. Paddo. En los 1920s estuvo dos inviernos en la "Washington State University", como un miembro especial del herbario.
Suksdorf muere en un desatinado y no muy bien entendido siniestro en las vías del ferrocarril, cerca de su hogar en 1932.

## Honores

### Epónimo
Género
- (Saxifragaceae) Suksdorfia A.Gray[1]
- La abreviatura «Suksd.» se emplea para indicar a Wilhelm Nikolaus Suksdorf como autoridad en la descripción y clasificación científica de los vegetales.[2]